# Moartea unui slujbaș
„Moartea unui slujbaș” (în rusă Смерть чиновника, transliterat: Smert cinovnika) este o povestire din 1883 a scriitorului rus Anton Cehov.